# Rasmus Højlund
Rasmus Winther Højlund (Kopenhagen, 4 februari 2003) is een Deens voetballer die doorgaans als aanvaller speelt. Hij tekende in augustus 2023 bij Manchester United, dat hem overnam van Atalanta Bergamo. Højlund debuteerde in 2022 in het Deens voetbalelftal.

## Carrière

### Kopenhagen
Højlund groeide op in Hørsholm en speelde in de jeugd voor de lokale voetbalclub Hørsholm-Usserød Idrætsklub. Ook zijn jongere broers Oscar en Emil voetballen professioneel. Hij verruilde die club voor Brøndby voordat hij in de jeugdopleiding van FC Kopenhagen terechtkwam. In oktober 2020 maakte hij zijn officiële professionele debuut.

### Sturm Graz
In januari 2022 maakte Højlund de overstap naar het Oostenrijkse Sturm Graz, dat ongeveer 1,8 miljoen euro voor hem betaalde. Hij scoorde 12 keer in 21 wedstrijden in alle competities voor Die Schwoazn tijdens het restant van het seizoen 2021/22 en het begin van 2022/23.

### Atalanta
De Italiaanse club Atalanta Bergamo verzekerde zich op 27 augustus 2022 van de diensten van Højlund door hem voor 17 miljoen euro over te nemen van Sturm Graz. Hij tekende in Bergamo een contract tot medio 2027. Op 5 september 2022 kwam hij voor het eerst tot scoren tijdens een wedstrijd tegen Monza die met 2-0 werd gewonnen. Nadat hij aan het begin van het seizoen vooral als invaller het veld betrad, dwong hij later dat seizoen een vaste basisplaats af ten koste van Duván Zapata. Hij eindige zijn eerste seizoen bij Atalanta met 10 doelpunten in 34 wedstrijden in alle competities.

### Manchester United
Højlund tekende in augustus 2023 voor vijf seizoenen bij Manchester United. Dat betaalde 70 miljoen euro voor hem aan Atalanta. Hij debuteerde voor Manchester op 3 september 2023 in de uitwedstrijd tegen Arsenal. Tijdens deze wedstrijd liet Erik ten Hag hem in de 66e minuut invallen voor Anthony Martial. Zijn eerste doelpunt in de Premier League liet op zich wachten en volgde pas op 26 december 2023.

## Clubstatistieken
| Seizoen        | Club              | Competitie     | Competitie | Competitie | Beker | Beker | Europees | Europees | Totaal | Totaal |
| Seizoen        | Club              | Competitie     | Wed.       | Dlp.       | Wed.  | Dlp.  | Wed.     | Dlp.     | Wed.   | Dlp.   |
| -------------- | ----------------- | -------------- | ---------- | ---------- | ----- | ----- | -------- | -------- | ------ | ------ |
| 2020/21        | FC Kopenhagen     | Superligaen    | 4          | 0          | 1     | 0     | 0        | 0        | 5      | 0      |
| 2021/22        | FC Kopenhagen     | Superligaen    | 15         | 0          | 1     | 0     | 11       | 5        | 27     | 5      |
| 2021/22        | SK Sturm Graz     | Bundesliga     | 13         | 6          | 0     | 0     | 0        | 0        | 13     | 6      |
| 2022/23        | SK Sturm Graz     | Bundesliga     | 5          | 3          | 1     | 2     | 2        | 1        | 8      | 6      |
| 2022/23        | Atalanta Bergamo  | Serie A        | 32         | 9          | 2     | 1     | 0        | 0        | 34     | 10     |
| 2023/24        | Manchester United | Premier League | 30         | 10         | 7     | 1     | 6        | 5        | 43     | 16     |
| 2024/25        | Manchester United | Premier League | 29         | 4          | 5     | 0     | 14       | 6        | 48     | 10     |
| Carrièretotaal | Carrièretotaal    | Carrièretotaal | 128        | 32         | 17    | 4     | 33       | 17       | 178    | 53     |

Bijgewerkt op 9 mei 2025.

## Interlandcarrière
Højlund maakte op 22 september maakte zijn debuut in het Deens voetbalelftal, door in de zestigste minuut Thomas Delaney te vervangen in een verloren Nations League-wedstrijd tegen Kroatië. Hij maakte op 23 maart 2023 zijn eerste drie interlanddoelpunten. Hij schoot Denemarken toen op 1–0 in een met 3–1 gewonnen kwalificatiewedstrijd voor het EK 2024. Højlund maakte die dag ook de 2–1 en de 3–1. Hij werd op 30 mei 2024 door Kasper Hjulmand opgenomen in de Deense selectie voor het EK 2024 in Duitsland. Denemarken speelde in de groepsfase gelijk Slovenië, Engeland en Servië, waarna het in de achtste finales werd uitgeschakeld door gastland Duitsland (2–0). Højlund kwam op het toernooi in iedere wedstrijd in actie.
1 Bayındır ·
2 Lindelöf ·
3 Mazraoui ·
4 De Ligt ·
5 Maguire ·
6 Martínez ·
7 Mount ·
8 Fernandes  ·
9 Højlund ·
11 Zirkzee ·
13 Dorgu ·
14 Eriksen ·
15 Yoro ·
16 Diallo ·
17 Garnacho ·
18 Casemiro ·
20 Dalot ·
22 Heaton ·
23 Shaw ·
24 Onana ·
25 Ugarte ·
26 Heaven ·
35 Evans ·
37 Mainoo ·
41 Amass ·
43 Collyer ·
55 Fredricson ·
56 Obi ·
Coach: Amorim
· Assistent-coach: Fletcher
1 Schmeichel ·
2 Andersen ·
3 Vestergaard ·
4 Kjær  ·
5 Mæhle ·
6 Christensen ·
7 Jensen ·
8 Delaney ·
9 Højlund ·
10 Eriksen ·
11 Skov Olsen ·
12 Dolberg ·
13 Jørgensen ·
14 Damsgaard ·
15 Nørgaard ·
16 Hermansen ·
17 Kristiansen ·
18 Bah ·
19 Wind ·
20 Poulsen ·
21 Hjulmand ·
22 Rønnow ·
23 Højbjerg ·
24 Dreyer ·
25 Kristensen ·
26 Bruun Larsen ·
Coach: Hjulmand